# Juan José Oroz
Juan José ("Juanjo") Oroz Ugalde (Pamplona, 11 juli 1980) is een Spaans voormalig wielrenner.

## Carrière
Oroz begon in 2006 bij Kaiku. Daar behaalde hij een ereplaats in de zesde etappe van de Ronde van Navarra. In zijn geboorteplaats Pamplona werd hij derde.
In 2007 reed hij een goed voorjaar. Zo werd hij tweede in de eerste etappe van de Driedaagse van Vaucluse. In mei behaalde hij ook een ereplaats in de Ronde van Asturië. Onder andere als gevolg van deze prestaties verkaste hij al in mei naar Euskaltel-Euskadi. Daar liet hij zich opmerken door in de periode 2007-2008 achtereenvolgens vijf klassiekers van de wielersport (Ronde van Lombardije, Milaan-San Remo, Ronde van Vlaanderen, Parijs-Roubaix, Luik-Bastenaken-Luik) uit te rijden, zij het zonder grote resultaten te behalen.
In 2014 stopte de wielerploeg Euskaltel en ging Oroz rijden voor de Chileense ploeg PinoRoad. Die ploeg stopte halverwege februari, waardoor Oroz vanaf maart contractloos was. Per 1 mei tekende hij bij Burgos-BH. Namens die ploeg won hij in juni een etappe in de Ronde van Korea en reed hij vier dagen in de leiderstrui. Aan het eind van dat seizoen beëindigde hij zijn carrière.

## Overwinningen
2014
3e etappe Ronde van Korea

## Resultaten in voornaamste wedstrijden
| Jaar | Ronde van Italië | Ronde van Frankrijk | Ronde van Spanje |
| ---- | ---------------- | ------------------- | ---------------- |
| 2007 |                  |                     |                  |
| 2008 |                  | 103e                |                  |
| 2009 |                  | 107e                |                  |
| 2010 |                  | opgave              | 54e              |
| 2011 | opgave           |                     | 50e              |
| 2012 | 51e              |                     | 50e              |
| 2013 |                  | 78e                 | 46e              |

| Jaar | Milaan-San Remo | Gent-Wevelgem | Ronde van Vlaanderen | Parijs-Roubaix | Amstel Gold Race | Luik-Bast.‑Luik | Ronde van Lombardije |
| ---- | --------------- | ------------- | -------------------- | -------------- | ---------------- | --------------- | -------------------- |
| 2007 |                 |               |                      |                |                  |                 | 92e                  |
| 2008 | 144e            | 46e           | 50e                  | 91e            | 100e             | 42e             |                      |
| 2009 |                 |               |                      |                | opgave           | opgave          |                      |
| 2010 | 43e             |               |                      |                | 43e              | 37e             | opgave               |
| 2011 | 57e             |               |                      |                |                  |                 |                      |
| 2012 | opgave          | 84e           |                      |                |                  |                 |                      |
| 2013 |                 |               | 91e                  | opgave         |                  |                 | opgave               |

## Ploegen
- 2006 –  Kaiku
- 2007 –  Orbea-Oreka S.D.A. (tot 13-5)
- 2007 –  Euskaltel-Euskadi (vanaf 14-5)
- 2008 –  Euskaltel-Euskadi
- 2009 –  Euskaltel-Euskadi
- 2010 –  Euskaltel-Euskadi
- 2011 –  Euskaltel-Euskadi
- 2012 –  Euskaltel-Euskadi
- 2013 –  Euskaltel Euskadi
- 2014 –  PinoRoad (tot 1-3)
- 2014 –  Burgos-BH (vanaf 1-5)

Albizuri ·
Antón ·
Aperribay ·
Aranaga ·
Astarloza ·
Azanza ·
Bru ·
Etxebarria ·
Fernández ·
Galdós ·
Galparsoro ·
Hernández ·
Iriondo ·
Irizar ·
Isasi ·
Lafuente ·
Landaluze ·
Luengo ·
Oroz ·
Mayoz ·
Peña ·
A. Pérez ·
R. Pérez ·
Sánchez ·
Txurruka ·
Uribarri ·
Velasco ·
Verdugo ·
H. Zubeldia ·
J. Zubeldia
Agirre ·
Albizuri ·
Antón ·
Aperribay ·
Aramendia ·
Astarloza ·
Azanza ·
Bru ·
Fernández ·
Galdós ·
Galparsoro ·
Hernández ·
Irizar ·
Isasi ·
Lafuente ·
Landaluze ·
Luengo ·
Martínez ·
Oroz ·
A. Pérez ·
R. Pérez ·
Sánchez  ·
Txurruka ·
Velasco ·
Verdugo ·
Zubeldia
Agirre ·
Antón ·
Aramendia ·
Astarloza ·
Azanza ·
de Lis de Andrés ·
Fernández ·
Galdós ·
Hernández ·
Irizar ·
Isasi ·
Lafuente ·
Landaluze (tot 15/07) ·
Martínez ·
Nieve ·
Oroz ·
A. Pérez ·
R. Pérez ·
Sánchez  ·
Txurruka ·
Urtasun ·
Velasco ·
Verdugo
Antón ·
Aramendia ·
Azanza ·
Castroviejo ·
de Lis de Andrés ·
Fernández ·
Galdós ·
Hernández ·
Intxausti ·
Isasi ·
Izagirre ·
Martínez ·
Mínguez ·
Nieve ·
Oroz ·
A. Pérez ·
R. Pérez ·
Sánchez  ·
Sesma ·
Sicard ·
Txurruka ·
Urtasun ·
Velasco ·
Verdugo
Antón ·
Aramendia ·
Astarloza ·
Azanza ·
Bilbao ·
Castroviejo ·
Cazaux ·
Fernández ·
Isasi ·
G. Izagirre ·
J. Izagirre ·
Landa ·
Martínez ·
Mínguez ·
Nieve ·
Oroz ·
A. Pérez ·
R. Pérez ·
Sánchez  ·
Sesma ·
Sicard ·
Txurruka ·
Urtasun ·
Velasco ·
Verdugo
Antón ·
Astarloza ·
Azanza ·
Bilbao ·
Cabedo ·
Cazaux ·
García ·
G. Izagirre ·
J. Izagirre ·
Landa ·
Martínez ·
Mínguez ·
Nieve ·
Oroz ·
A. Pérez ·
R. Pérez ·
Sáez de Arregui ·
Sánchez  ·
Sicard ·
Txurruka ·
Urtasun ·
Velasco ·
Verdugo
Aberasturi ·
Antón ·
Astarloza ·
Azanza ·
Bilbao ·
Bravo ·
Chaoufi (tot 12/08) ·
García ·
G. Izagirre ·
J. Izagirre ·
Kocjan ·
Landa ·
Lobato ·
Martínez ·
Mestre ·
Mínguez ·
Nieve ·
Oroz ·
Pérez ·
Radochla ·
Sáez de Arregui ·
Sánchez ·
Schulze ·
Serebrjakov (tot 06/04) ·
Sicard ·
Tamouridis ·
Txurruka ·
Urtasun ·
Verdugo ·
Vrečer
Alarcón · Alvarado · Bizkarra · Bravo · Burmann · Guardiola · C. Mansilla · L. Mansilla · Oroz · Palma · Seisdedos · Tello · Urtasun